# Aszály

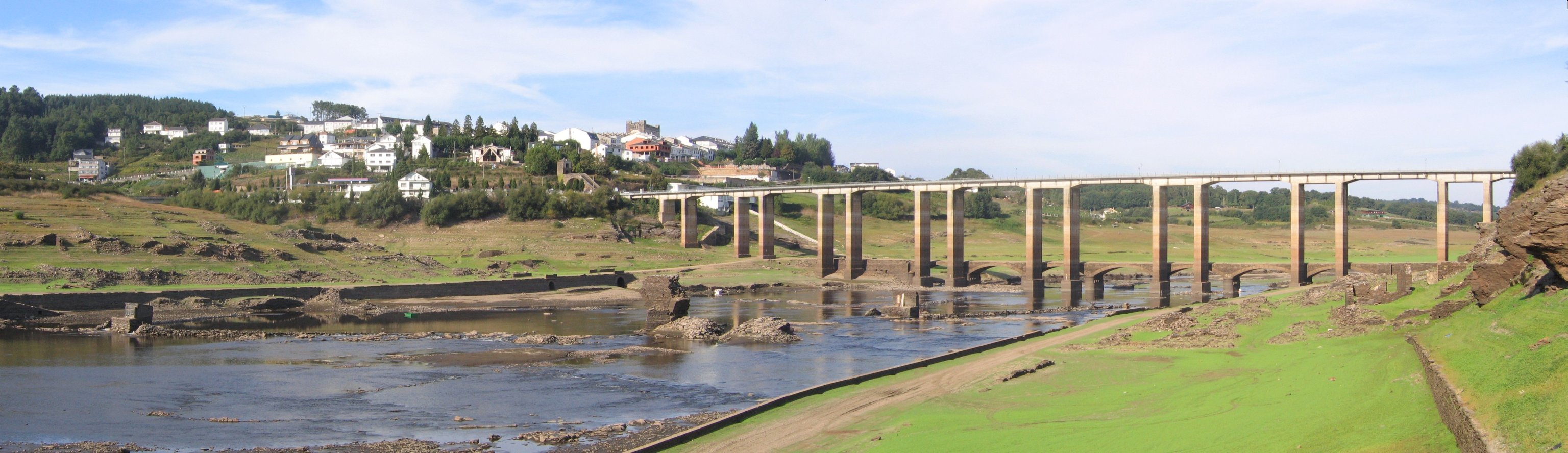
Poromarin, 2005. szeptember

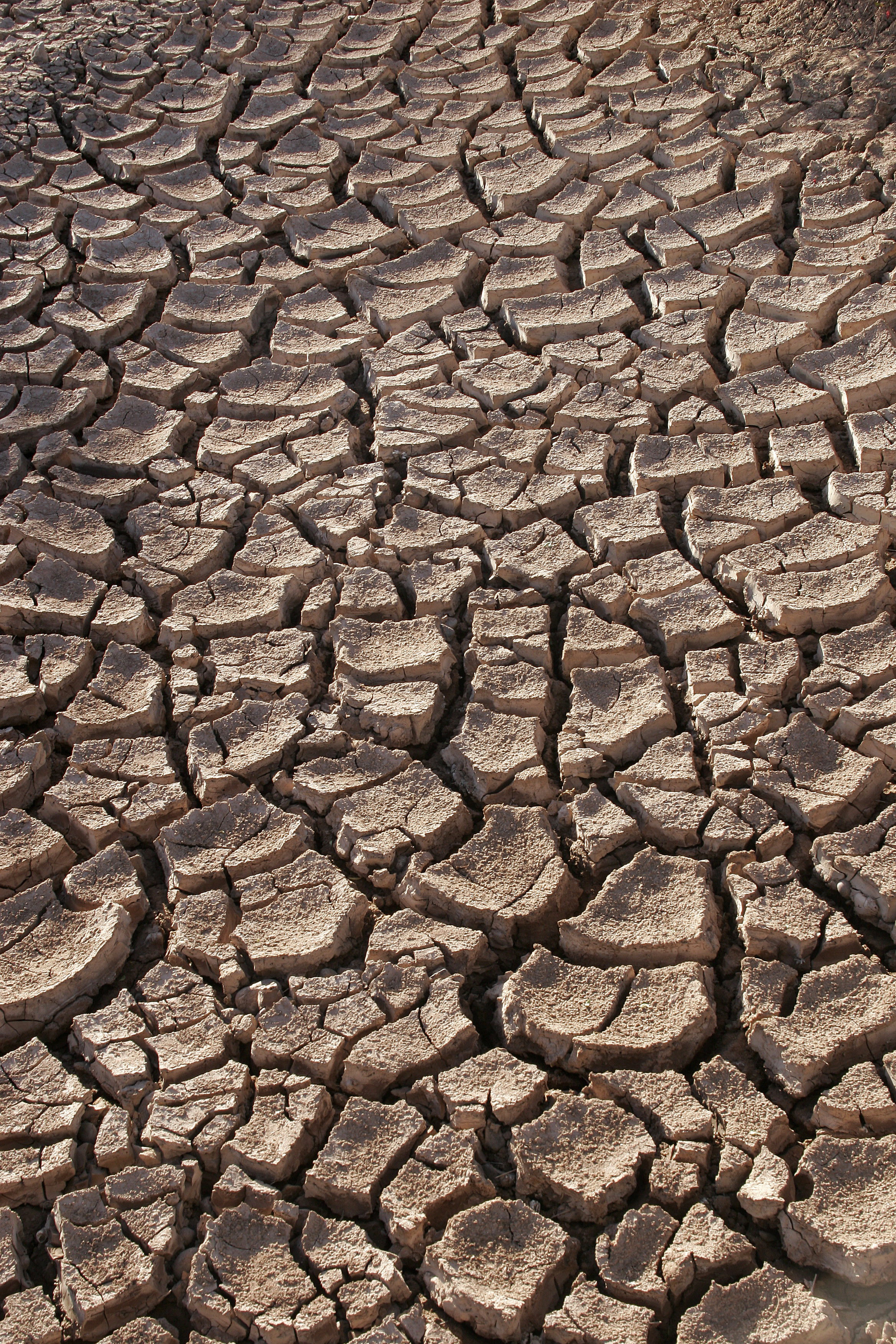
Aszály

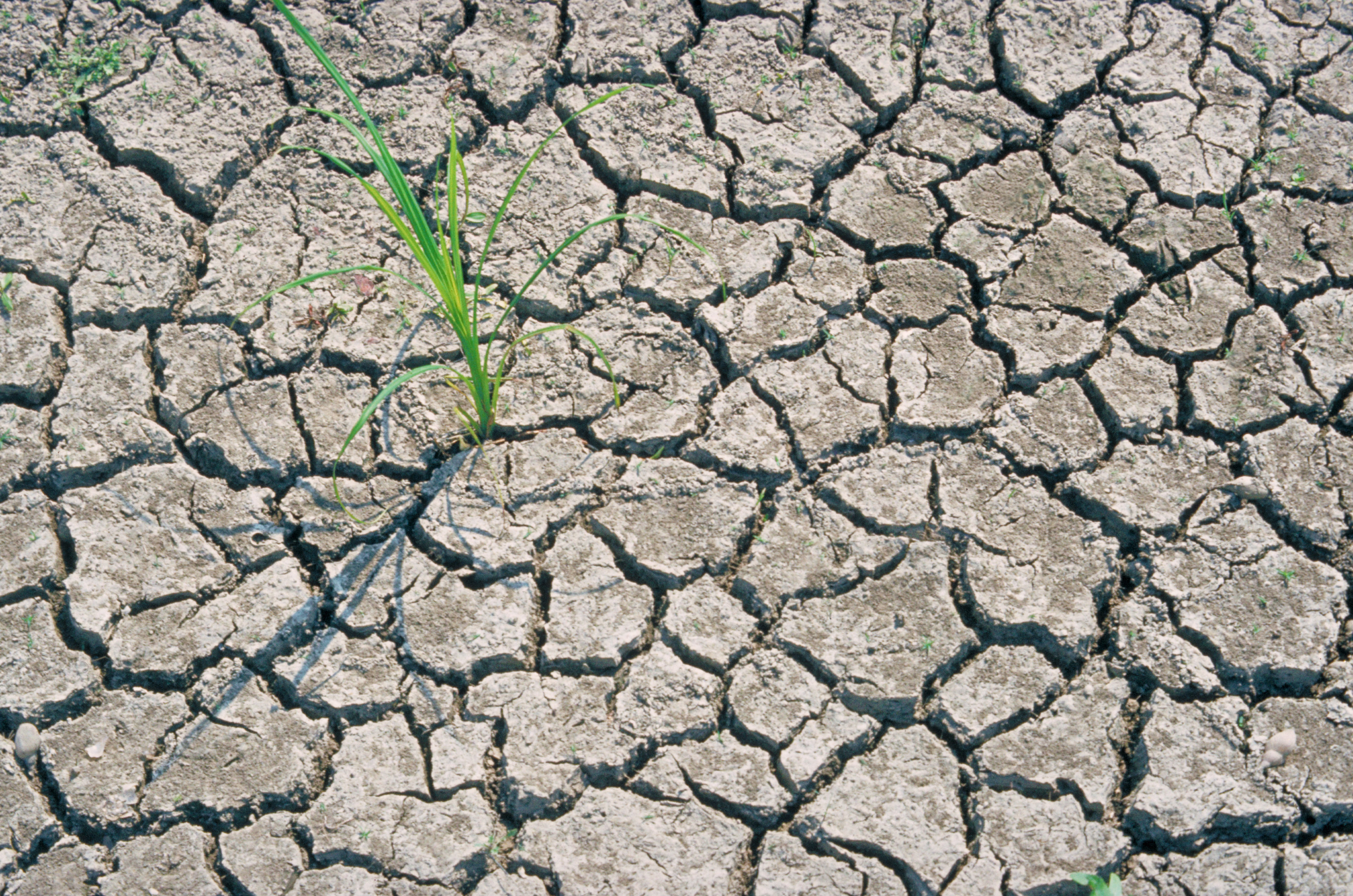
aszály a tiszai ártéren - Mártély környéke, 1982.

Az aszály olyan időszakot jelent, amikor az éghajlattól elvárhatóhoz jelentősen kevés csapadék hullik, vagy ha a csapadékmennyiség egészben véve eléri is a megszokottat, de a magas hőmérséklet miatt a talaj párolgási vesztesége jelentősen megnő, hosszabb időre terjedő szárazság áll be, a növényzet fejlődését a szükséges nedvesség hiánya miatt megakasztja, sőt a növényzet pusztulását is okozhatja. Időtartama napoktól akár évekig is terjedhet. 
A vízhiány miatt megnő a szálló por koncentrációja, melyet az erdőtüzek is növelnek, így a légszennyezést is súlyosbítja. A hosszabb ideig tartó aszály tömeges elvándorlást is okoz.
Legnagyobb mértékű a kár, ha a hosszabb időre kiterjedő nyári szárazság száraz tél után következik, így a téli nedvesség hiányát a tavasszal elég gyakori és bő esőzés sem pótolja. Ilyenkor az őszi vetések tetemes kárt szenvednek, a talaj nem készíthető elő kellően a tavaszi vetés alá, az elvetett mag hiányosan kel ki, s ami kikelt, nem indulhat jó fejlődésnek. Az égető nap és a szárító szelek nem csak a vetéseket károsítják, hanem az erdőket, a réteket és a legelőket is. A trópusokon a száraz évszakban gyakoribb, és hasonló mértékben károsítja a mezőgazdaságot és a természeti környezetet, mint mérsékelt éghajlatokon. Néha nagy területre terjed ki, egyike a legfélelmesebb elemi csapásoknak. Az aszály a Föld némely részén – nevezetesen déli vidékeken – rendes jelenség, mellyel számot kell vetni s az egész gazdálkodásnak hozzá kell alkalmazkodnia, északibb fekvésű vidékeken ellenben csak elvétve s többnyire kisebb mértékben jelentkezik. 
Magyarországon az aszály elég gyakran fordul elő és a mezőgazdaságon ejtett csapásai néha igen súlyosak, annak összes ágazatát érintve. A 19. század legnagyobb aszálya Magyarországon 1863-ban volt, mikor is az Alföld legnagyobb részében nemcsak hogy termés nem volt, hanem sok gazdasági állat, melyeket a Felvidékre, Erdélybe vagy a Dunántúlra nem tudtak az éhhalál elől elhajtani, elpusztult, sőt az emberek között is éhínség uralkodott. Sok évig tartott, mig az aszály által okozott veszteség ismét pótolhatóvá vált. Az aszályt közönségesen dögvész és káros állatok elszaporodása, néhol éhínség miatt a társadalmi rend felbomlása szokta követni. A vadonban a nedves élőhelyek kiszáradása, az erdőtüzek elszaporodása és fajok kihalása fenyeget. Az aszályt szélsőséges időjárás okozza, így az ember meg nem akadályozhatja. Az ellene ajánlott többféle védekezési mód közül leghatásosabb a csatornázás s ezzel kapcsolatban az öntözés.
A világ legtöbb részén időről időre megtapasztalható hossza-rövidebb ideig. Az éghajlat-változás következtében az időjárás szélsőségesebbé és megjósolhatatlanabbá válik, így az aszályok súlyossága és időtartama is megnő. A vízkészletek apadnak, a hajózás is nehezebbé válik, és a vízenergia termelése is csökken. A forróság fokozza az aszály hatását, mivel megnöveli a párolgást.
Az éghajlatváltozás miatt a Föld sok területe egyre inkább ki van téve az aszálynak. A leginkább érintett helyek az Amazonas-medence, a Száhel-övezet, Ausztrália és India. 2005-ben az Amazon medencéjének egyes részei az elmúlt száz év legnagyobb aszályát tapasztalta meg.  Ausztráliában a millenniumi aszály 2010-ben ért véget. 2008 július 6-án egy kormányzati bizottság jelentése szerint egyre hosszabb és gyakoribb aszályokra lehet számítani. Indiában több, mint 150 körzetet aszálytól veszélyeztetettként tartanak nyilván, többségüket Rajasthan, Gujarat, Madhya Pradesh államokban, továbbá Chhattisgarh, Uttar Pradesh államokban, Karnataka északi részén, és Maharashtra csatlakozó területein.
A történelemben az aszályokra úgy tekintettek, mint amik veszélyeztetik az élelmiszer-ellátást, és társadalmi nyugtalanságot idéznek elő. Okaként vagy természetfölötti erőket, vagy pedig emberi tevékenységet feltételeztek. 

## Definíció

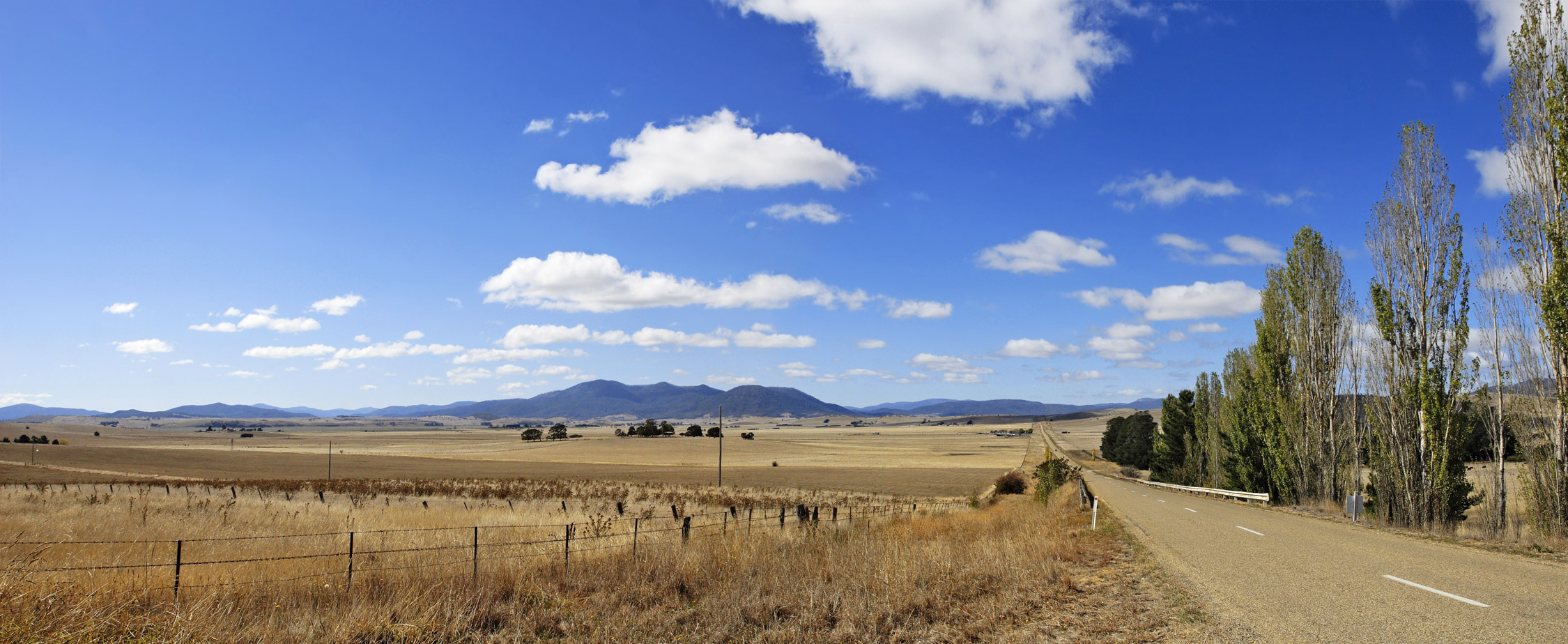
Aszály Ausztráliában a Victoria állambeli Benambra határában 2006-ban

Az IPCC szerint az aszály a normális állapotoknál szárazabb időjárás. Ez azt jelenti, hogy az aszály egy adott helyen és időben az átlagosan elérhető vízhez képest relatív csapadékhiány.
A National Integrated Drought Information System szerint az aszály egy hosszabb ideig (legalább egy évszakon át) tartó csapadékhiány, ami vízhiányt okoz. A NOAA National Weather Service hivatala szerint egy nagyobb területre kiterjedő csapadékhiány, ami káros hatással bír növényekre, állatokra, emberekre.
Az aszály egy összetett jelenség, amit nehéz megfigyelni és definiálni. Az 1980-as évek elején több, mint 150 definícióját publikálták. A definíciók nemcsak a szaktudományos megközelítéseket tükrözték, hanem azt a régiót is, ahol megszülettek.

## Kategóriák

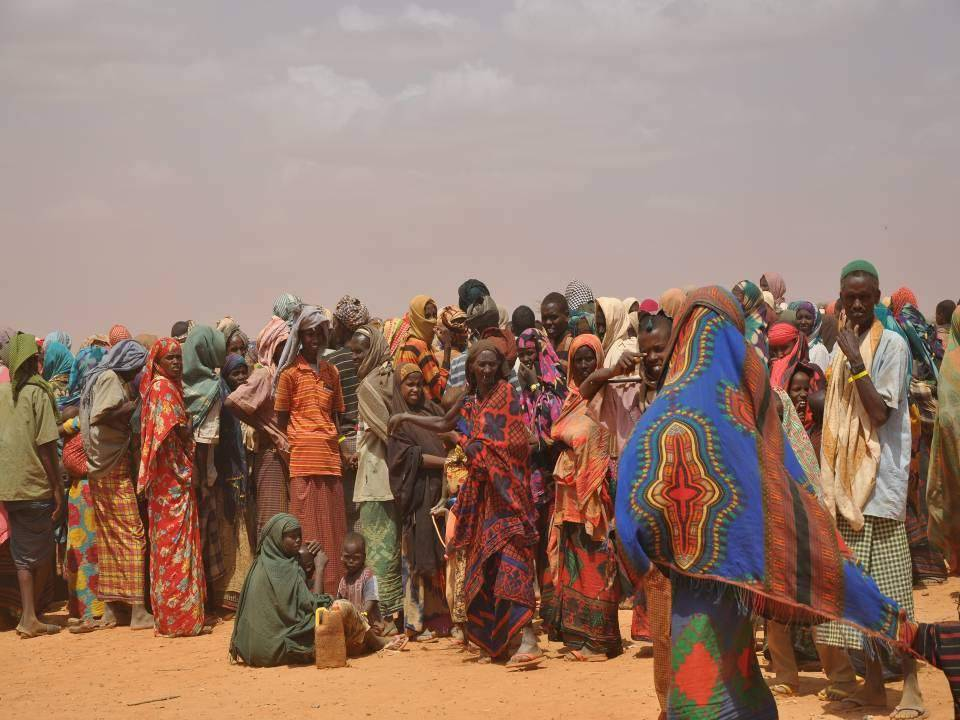
A Szomáliában tapasztalt szárazság elől érkezett menekültek regisztrálásra várnak. Dolo Ado, Etiópia, 2011

Az aszály típusait attól függően definiálják, hogy hol alakul ki először vízhiány, így létezik meteorológiai, hidrológiai és mezőgazdasági, avagy gazdasági aszály is. A meteorológiai aszályt a csapadékhiány okozza. A hidrológiai aszály azt jelenti, hogy kiszáradnak a felszín fölötti vizek. A (mező)gazdasági aszály azt jelenti, hogy a növényzetet stresszhatás éri a párolgás és a talajvíz szintjének csökkenése miatt. Egyes szervezetek megkülönböztetnek még egy kategóriát, ami már a szocioökonómiai következményeket is tekintetbe veszi. Szocioökonómiai aszályról van szó, ha az apadó vízkészletek miatt további gazdasági következmények is adódnak.
A különböző típusú aszályoknak különbözőek az okai, de a hatásuk ugyanaz: 
- A meteorológiai aszályt az okozza, hogy hosszabb ideig az átlagosnál szárazabb az időjárás.[16] Rendszerint a meteorológiai aszály okozza az aszály többi típusát.[17] Minél tovább tart az aszály, annál inkább romlanak a környezeti körülmények, és egyre súlyosabbak a hatásai a helyi népességre.
- Hidrológiai aszály esetén a felszíni vizek szintje az átlagos, vagy egy helyileg meghatározott szint alá csökken (például felbukkan az Éhség-szikla). A hidrológiai aszály lassabban alakul ki. Mivel kapcsolatban áll a vízhasználattal, azért a vízkezeléssel befolyásolni lehet. Az emberi beavatkozásnak lehetnek pozitív és negatív következményei is. A hatás megfelelő stratégiával csökkenthető.[18][19] Az agrikulturális aszályhoz hasonlóan a hidrológiai aszály előidézhető anélkül, hogy a csapadék mennyisége csökkenne. Például 2007-ben Kazahsztán a Világbanktól kapott egy nagyobb összegű kölcsönt, hogy megmentse az Aral-tavat.[20] Hasonló helyzetben van a Balkash-tó is.[21]
- A (mező)gazdasági avagy ökológiai aszály érinti a mezőgazdaságot, illetve a természeti környezetet általában. Előfordulhat a csapadékhiánytól függetlenül is, amikor az öntözés megnövelése, a talajpusztulás vagy szikesedés miatt csökken a növényzet által elérhető vízmennyiség.

## Indexek és monitorozás

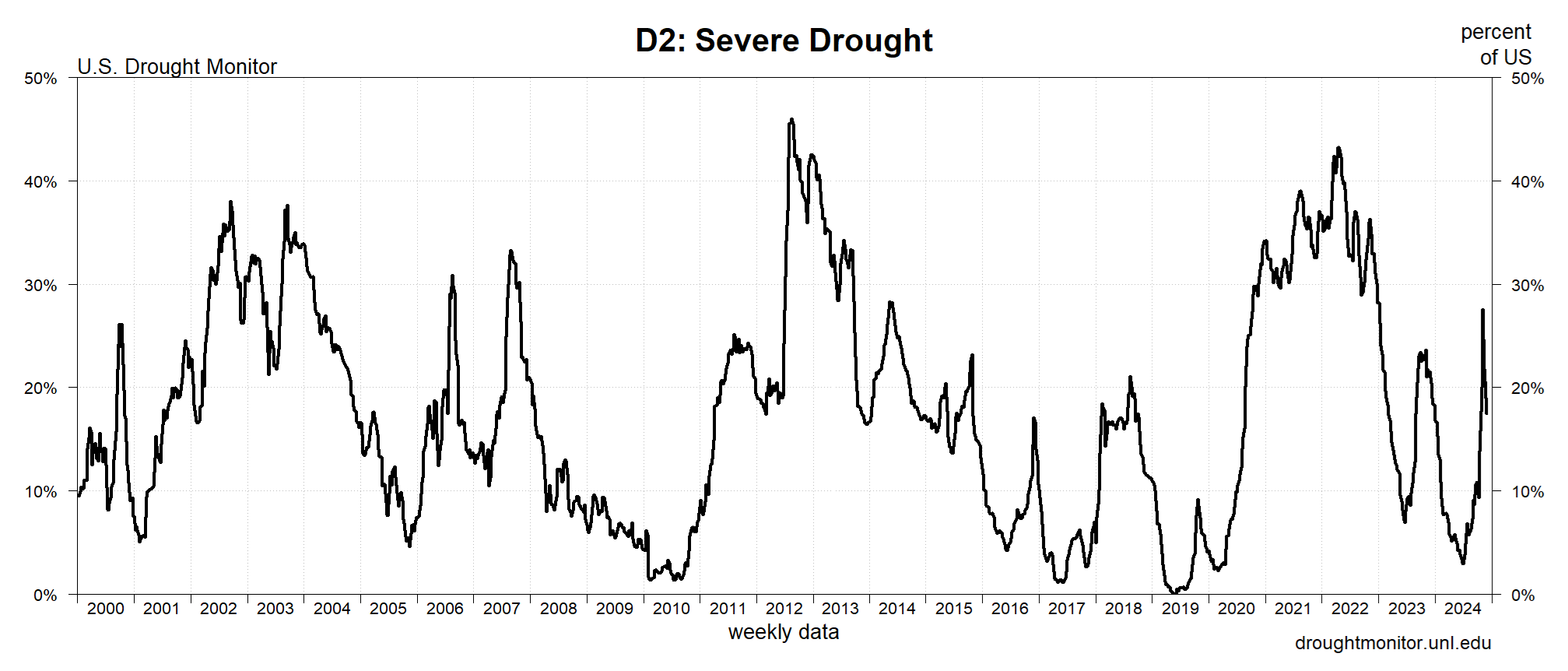
Az Amerikai Egyesült Államokban tapasztalt legalább D2-es erősségű aszályok intenzitása 2000-től 2024-ig heti felbontásában

Több indexet is definiáltak az aszály erősségének mérésére és monitorozására különböző időbeli és térbeli skálákon. Az indexek kulcstulajdonsága a térbeli összehasonlíthatóság és a robusztusság. Néhány index:
- Palmer aszályindex (PDSI): regionális aszályindex, melyet az aszály súlyosságának és térbeli kiterjedésének mérésére használnak.[23] Egy egyszerű vízegyenlegmodellt használnak, hogy a csapadék és a hőmérséklet tekintetbe vételével tanulmányozzák a vízkészleteket és a vízszükségletet.[23][24][25]
- Keetch-Byram aszályindex: az eső mennyisége, a léghőmérséklet és más meteorológiai tényezők alapján számítják.[26]
- Standardizált csapadékindex (SPI): a csapadék mennyisége alapján számítják, ami könnyen alkalmazható a Föld külöböző részein. A World Meteorological Organization ezt az indexet ajánlja a meteorológiai aszályok meghatározására és megfigyelésére különböző éghajlatokon és időszakokban.[22]
- Standardizált csapadék evapotranszspirációs index (SPEI): egy többskálás aszályindex, ami éghajlati adatokon alapul. A SPEI számításba veszi a megnövekedett légköri párolgási szükségletet is.[22] A párolgási szükséglet részben domináns a csapadékhiányos időben. A SPEI számítása igényli a hosszú távú és megbízható csapadék és légköri párolgási igény adatokat. Ezek többek között talajállomásoktól szerzett vagy újraelemzett gridbe szervezett adatokat, illetve műholdas megfigyeléseket tartalmaznak.[22]
- A növényzethez kapcsolódó indexek: a talajnedvességet mérik a gyökérzónában. Ide tartoznak a vegetációs kondícióindex (VDI) és a vegetációs egészségindex (VHI). Vegetációs indexek, mint az NDVI és hőmérsékleti adatok alapján számolják.[22]
- Decilis index
- Standardizált lefolyásindex

A jó felbontású aszályinformáció segít abban, hogy jobban és pontosabban hozzáférhessünk a térbeli és időbeli változásokhoz és változásokhoz az aszály időtartamához, súlyosságához és kiterjedéséhez. Ez támogatja a helyi alkalmazkodási intézkedéseket.
Több index együttes alkalmazása több adathalmazon segíti az aszályok pontosabb megfigyelését és kezelését, mintha egyetlen adathalmazra alkalmaznánk őket. Ez különösen igaz azokra a régiókra, ahol kevés az elérhető adat, mint például Afrika és Dél-Amerika. Egyetlen adathalmaz figyelembe vétele korlátot jelent, mivel nem vehető figyelembe az aszály jellemzőinek teljes spektrumát, és az összes hatást.
A csapadékszint nyomon követése szintén segíthet előrejelezni az erdőtüzek megnövekedett kockázatát.

## Okai

### Általános csapadékhiány
A csapadékképződés mechanizmusai közé tartozik a konvekció, a stratusképződés, és az orographikus eső. A konvektív folyamatok közé tartozik az erős függőleges mozgás, és heves esőt okoz, míg a stratusképződés gyengébb felfelé mozgást foglal magába, és gyengébb, ám tartósabb csapadékot okoz.
A csapadék három kategóriára osztható: eső, jég és a felszínhez érve megfagyó folyékony csapadék.
Az aszály többnyire olyan régiókat fenyeget, ahol egyébként is kevés a csapadék. Ha ezek a tényezők nem járulnak hozzá ahhoz, hogy elegendő csapadék érje a felszínt elegendő ideig, akkor aszály áll elő. Okozhatja a visszatükrözött napfény megnövekedése, az átlagosnál több magas légnyomású rendszer és a száraz, kontinentális légtömegek mozgása is. Ezek a mechanizmusok csökkentik vagy akár meg is akadályozhatják a csapadékképződést egy adott régióban. Ha már kialakult az aszály, akkor a helyi száraz légtömeg, a hőmag függőleges kiterjedését támogató hőmérsékleti tényezők és a felszín és a növényzet alacsony párologtatása tovább ronthatja az időjárást.

### Száraz évszak
Trópusi területeken a nedves és a száraz évszakokat a nemzetközi konvergenciazóna és a monszunkatlan mozgása határozza meg. Az aszály kockázata megnő a száraz évszakban, és alacsony páratartalom, kiszáradó pocsolyák, tavak és folyók jellemzik. A felszíni vizek elapadása miatt a növényevők, mint például zebrák, elefántok, bölények termékenyebb területekre vándorolnak. A növényzet kiszáradása miatt gyúlékony is, ezért gyakoriak a bozóttüzek. A vízgőz energiája megnő a melegedés hatására, emiatt magasabb hőmérsékleten több párára van szükség ahhoz, hogy a páratartalom telítődjön, vagy arra, hogy a hőmérséklet a harmatpontra csökkenjen. A felmelegedés hullámai gyorsítják az érési folyamatokat, illetve a termelés ritmusát, megnövelik a párolgást és a növények párologtatását, és rontja az aszálykilátásokat.

### El Niño
Az El Niño jelensége szintén beleszólhat a csapadékhelyzetbe. Az ENSO ciklus során két állapot alakulhat ki: hőmérsékleti anomális alakulhat ki a Csendes-óceán középső térségében: La Niña és El Niño. La Niña esetén szárazabb és melegebb körülmények alakulnak ki, melyek rontják a helyzetet Kaliforniában és az Amerikai Egyesült Államok délnyugati részén. Kisebb mértékben a délkeleti államok is érintettek. Kutató meteorológusok szerint a La Niña  jelenségek egyre gyakoribbak.
Ezzel szemben El Niño esetén az Amazon folyó medencéje, Kolumbia és Közép-Amerika tapasztalja meg a szárazabb és melegebb időjárást. El Niño alatt az Amerikai Egyesült Államokban a telek szárazabbak és melegebbek északnyugaton, Középnyugat északi részén, az Amerikai Egyesült Államokban Középkelet északi részén, így a hóesés gyengébb. Decembertől február végéig Közép-Afrika déli részén, főként Zambiában, Zimbabwe, Mozambique-ban és Botswanában is szárazabb az időjárás. Az El Niño közvetlen hatása szárazabb körülményeket okoz Délkelet-Ázsia egyes területein és Észak-Ausztráliában. Emiatt gyakoribbak a bozóttüzek, a porviharok, és a levegő minősége is sokat romlik. Júniustól augusztusig átlagosnál szárazabb időjárás megfigyelhető Queenslandben, Victoria belső területein, Új-Dél-Wales belső területein, Kelet-Tasmániában. Mivel a meleg víz a Csendes-Óceánban nyugatról és az Indiai-óceánból keletről is érkezik, a Csendes-óceán nyugati partjainál is erős szárazság tapasztalható. Szingapúrban 2014-ben mérték a legszárazabb februárt a feljegyzések 1869-es kezdete óta, amikor a csak 6,3 mm eső esett, a hőmérséklet pedig elérte a 35 °C-ot február 26-án. 1968 és 2005 februárja is erősen száraz volt, mindössze 8,4 mm esővel.

### A klímaváltozás hatása
Az aszályok előfordulása globálisan megnőtt a hőmérséklet emelkedése és a légkör párologtató hatásának erősödése miatt. Ehhez hozzájárul az időjárás szélsőségesebbé válása, ami miatt az aszályok erőssége és hossza is megnőtt. Ráadásul az aszályok előfordulása és hatása függ attól is, hogyan változik a terület használata, a vízigény és a víz kezelése.
Az IPCC Sixth Assessment Report arra mutatott rá, hogy a szárazföld felmelegedése megnöveli a légkör párologtató hatását és az aszályesetek súlyosságát. A légkör párologtató hatásának megnövekedése fokozza a növényeket érő stresszt, ami mezőgazdasági és ökológiai aszályt okoz.
Európában az összetett nyári aszályok száma a növények és a földfelszín potenciális párologtatásával együtt nő.
A klímaváltozás következtében Magyarországon évek óta jelentősen lecsökkent az átlagos csapadékmennyiség és a gyakoribb aszályos időszakok között ritkán lehulló, néha azonban nagy mennyiségű – következményeként egyes térségekben akár villámárvizeket is okozó – eső jellemzi a közelmúltban felgyorsult tendenciát.
A Duna–Tisza közi homokhátságon a talajvízszint jelentős mértékben, helyenként 6-7 méterrel csökkent. Optimális öntözés hiányában mintegy 10 ezer négyzetkilométer nagyságú területet fenyeget az elsivatagosodás. A kormány 2024-ben ingyen öntözővizet biztosított a gazdáknak.
2025 májusában "aszályvédelmi operatív törzs" alakult. Az operatív törzs közel 1,8 milliárd köbméternyi vízmennyiséget tartott vissza. A kormány 2025 nyarán átvállalta az öntözővíz árát mintegy 10 milliárd forint erejéig. Az öntözött terület nagysága évről évre nő, 2025-ben elérte a 104 ezer hektárt. Hidrológiai és ökológiai szakértők szükséges, ugyanakkor felszínes tüneti kezelésként értékelték a lépést. Ennél koncepciózusabb és mélyrehatóbb, vízmegtartó struktúra bevezetését sürgetik a hazai vízgazdálkodásban, amire arányaiban lassan reagál a kormány és a mezőgazdaság.
A Vizet a tájba projekt az egyes gazdák földjére vezet öntözővizet. 2026-ra a visszatartott víz mennyiségét hárommilliárd köbméterre akarják növelni. A kormánynak készült hosszú távú aszálystratégiája,
 ám ez szakmai körben maradt, társadalmi egyeztetésre, nyilvános szakmai vitákra nem került sor.

### A növényzet változása, erózió és emberi tevékenység
Az emberi tevékenység túl intenzív gazdálkodással, túlöntözéssel, erdőirtással súlyosbíthatja az aszályhelyzetet. Az erózió rontja a talaj vízbefogadó képességét. Száraz éghajlaton az eróziót főként a szél végzi, mivel elfújja az apró részecskéket, és lerakja máshol. A szél által fújt por kidörzsöléssel rongálja a szilárd tereptárgyakat. A szél azokon a területeken tud pusztítást végezni, ahol nincs növényzet, vagy a növényzet hiányos. Ezeken a területeken éppen a szárazság miatt nem tud összefüggő növénytakaró kialakulni. A bokrosodás növeli a talaj porozitását, így az aszály esélyét is.

## Következmények

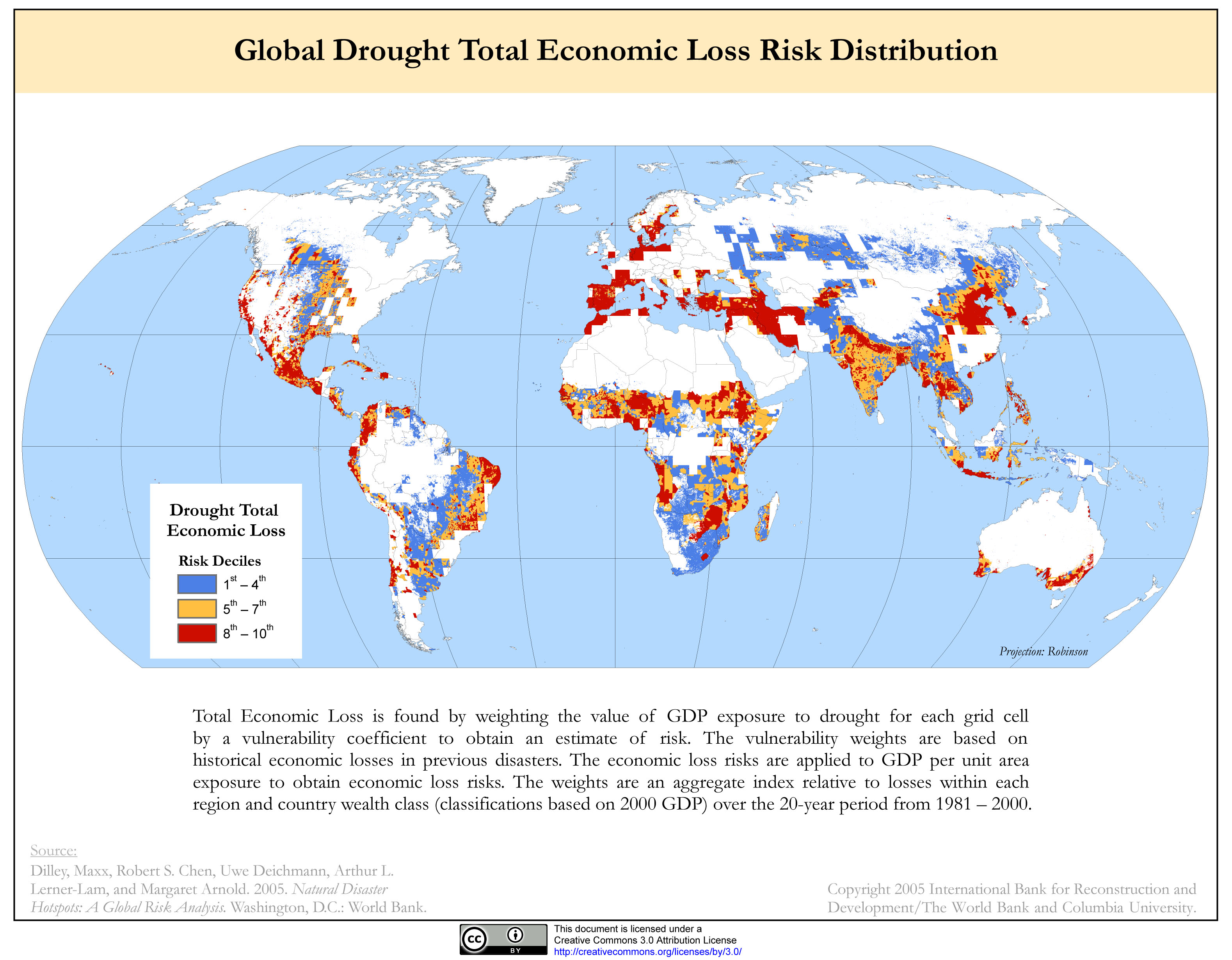
Az aszály által okozott gazdasági kockázatok globális eloszlása

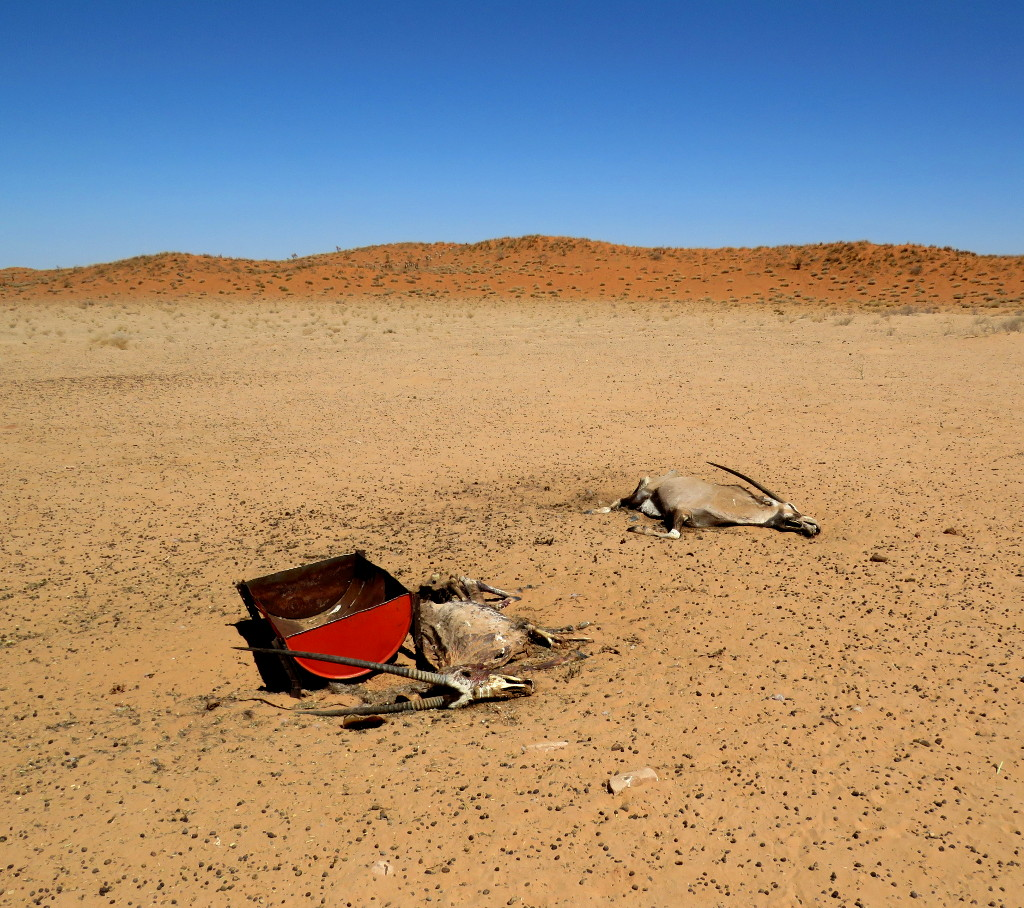
Namíbiában elpusztult oryxok 2018–19-ből

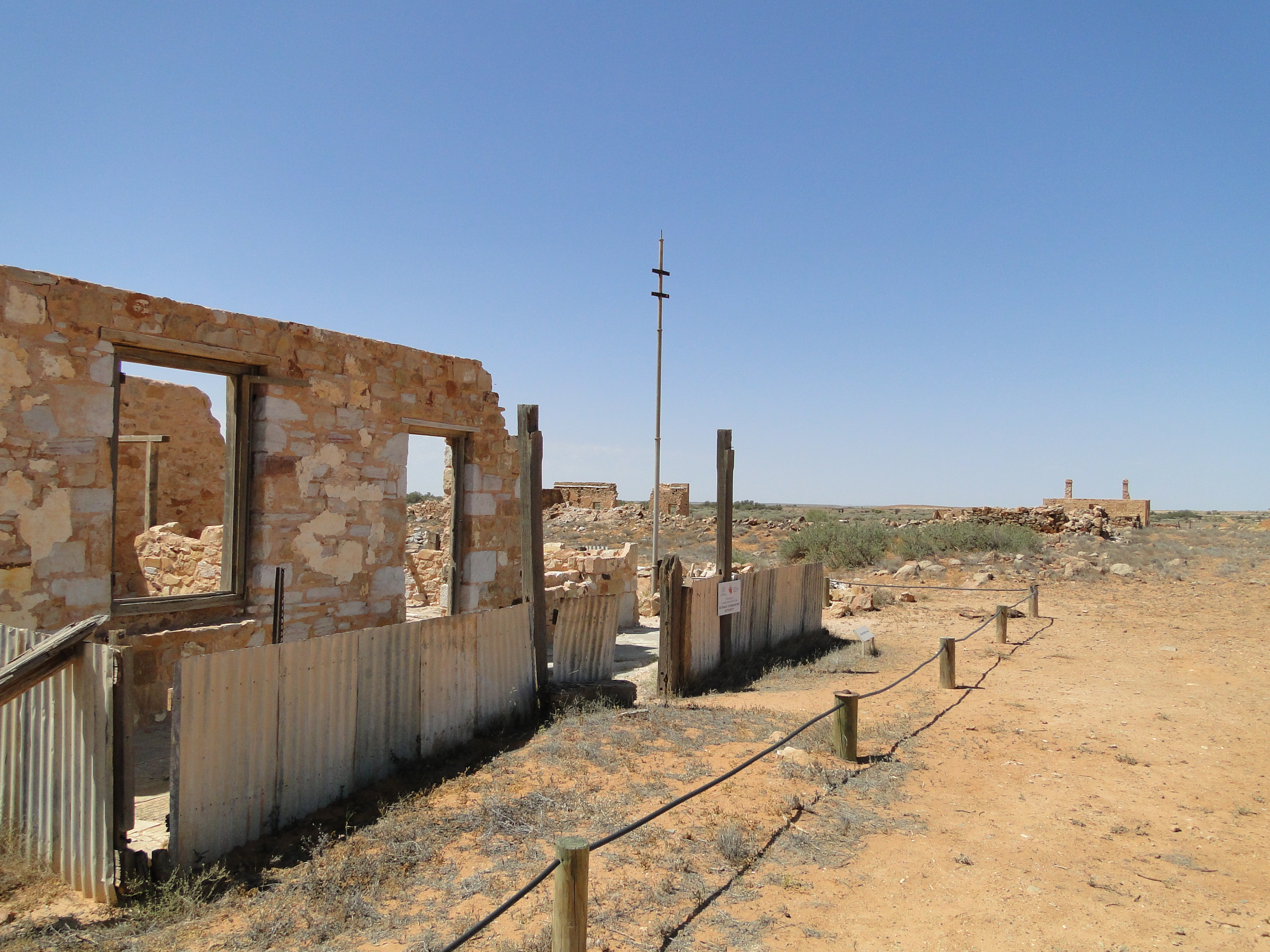
Az aszály és porviharok miatt elhagyott dél-ausztrál város, Farina

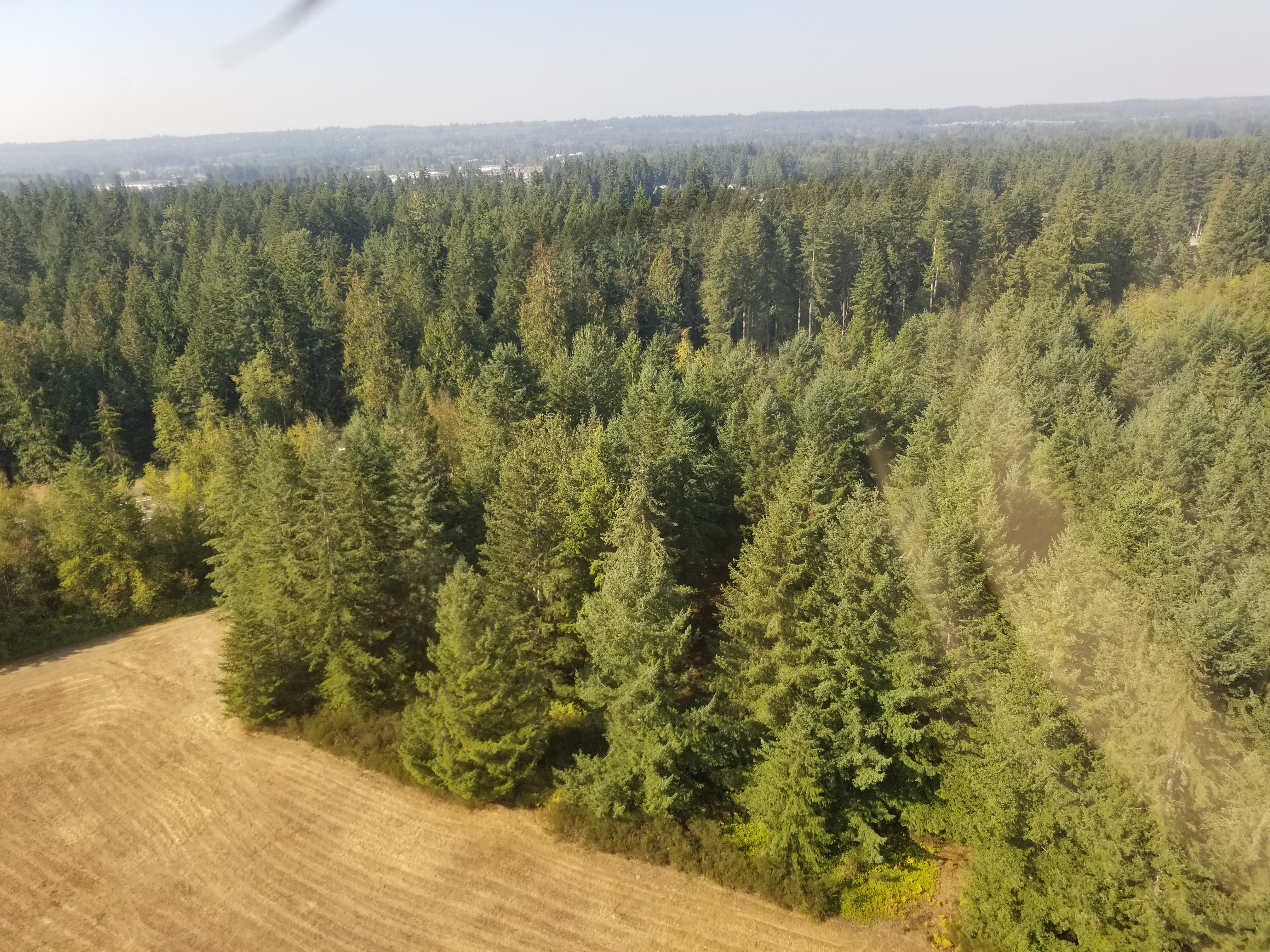
Aszály miatt kiszáradó fák, Amerikai Egyesült Államok, 2018

Az éghajlat-változás hatása a talajnedvességre 2 °C-os globális felmelegedés esetén. Egy szórásnyi eltérés azt jelenti, hogy a talajnedvesség megközelíti az 1850 és 1900 közötti kilenc legszárazabb évét

Az aszály az egyik legsúlyosabb és legbonyolultabb természeti veszély, ami súlyosan érinti a természeti környezetet, a gazdaságot, benne a mezőgazdasággal, a vízkészletet és a társadalmat világszerte.

### Környezeti és gazdasági hatások
Az aszály és a vízhiány következményei három csoportba oszthatók: természeti, gazdasági és társadalmi hatások.
A természeti hatások közé tartoznak a felszíni vízszint és a talajvíz szintjének csökkenése, ami leginkább a kétéltűeket veszélyezteti. Ide tartozik még a vízfelszínek szennyeződése, a nedves élőhelyek kiszáradása, az erdőtüzek mennyiségének és nagyságának növekedése, a szélerózió megnövekedése, fajok kihalása, a fák egészségének romlása, ami együtt jár a károsítók és a betegségek számának növekedésével. A legtöbb éghajlati modell nem számol a fák pusztulásának megnövekedésével.és a szárazföldön megkötött szén mennyiségének csökkenésével.
Az aszály által okozott gazdasági károk közé tartozik a mezőgazdaság termelékenységének csökkenése, ami annak összes ágazatára kiterjed (földművelés, állattenyésztés, erdő- és vadgazdálkodás). Megemelkedik az élelmiszer-előállítás költsége, csökken a vízerőművek termelőképessége, a vízi közlekedés és turizmus. Kevesebb víz jut az energiaszektor számára, ami kihat az olyan ipari ágazatok számára, mint a kohászat, a bányászat, a fával foglalkozó iparágak, például a papírgyártás, és nem utolsósorban a lakosság ellátása.
További példák az aszály által okozott természeti és gazdasági károkra:
- A növénytársulásokban részt vevő fajok megváltozása, ami kihat az elsődleges termelésre és más ökológiai szolgáltatásokra[80]
- Az erdő- és bozóttüzek gyakoribbá válnak, és akár halálhoz is vezethetnek[81]
- Az erózió jeleként Dust Bowlok, melyek tovább erősítik az eróziót
- Porviharok, különösen az elsivatagosodó és eróziónak kitett területeken
- Kígyóinvázió, megnő a kígyóharapások száma[82]
- Az energiatermelés csökkenése a vízerőművek kapacitáscsökkenése miatt.[83]
- Az ipari termelők számára is csökkent vízkészlet áll rendelkezésre.[84][85]

### Mezőgazdasági hatások
Az aszály miatt erősödő erózió következtében talajpusztulás következik be, ami rontja a talaj minőségét, termékenységét. Ennek következménye a csökkenő termésátlagok, és az, hogy egy adott területen kevesebb állat legelészhet, mint korábban. Ha tartós aszály esetén erőltetik a korábbi állatszámot, akkor átalakul a növénytakaró, elterjednek a tüskés bokrok.
A vízhiány által okozott stressz súlyosan és többféleképpen érinti a növények fejlődését: fékezi a csírázást és a csíranövények fejlődését. A növények növekedése a sejtek megnyúlásán, a sejtosztódáson és a diffenerenciáción alapul. A vízhiány miatt alacsonyabb turgornyomás tud kialakulni, ami hat a sejtosztódásra és a sejtek megnyúlására, így az aszály lelassítja a növekedést. A levelek növekedése függ a turgornyomástól és a tápanyagok koncentrációjától. Nemcsak a turgornyomás, hanem a tápanyagok hozzáférhetősége is romlik szárazság hatáűsára, így aszály esetén kevesebb és kisebb levél fejlődik. A növény magassága, biomasszája, levélmérete és a törzs kerülete szintén csökken, ahogy azt kukoricánál korlátozott vízmennyiség esetén kimutatták. A termés mennyisége is csökken, melynek oka a fotoszintézis rátájának csökkenése, a kevesebb és kisebb levél, illetve a tápanyagok hozzáférhetőségének romlása. A levélzet csökkenése miatt a párologtatás is csökken. Egyes növényekben a vízhasznosítás képessége nő, mint például a búzánál, míg másoknál, mint például a burgonyánál csökken.
A növényeknek vízre van szükségük ahhoz, hogy tápanyagokat vegyenek fel a talajból, és hogy szállítsák azokat testükön belül. A szárazság korlátozza mindezeket a funkciókat, ennek okán a növekedés is lelassul. Az aszály csökkenti a fotoszintézist is a fotoszintetizáló szövetek csökkenése, a légzőnyílások záródása miatt, és azért, mert csökken a fotoszintézist végző rendszer hatékonysága. Szárazság idején a növények sokkal inkább a gyökereiket növesztik, mint más szerveiket, hogy több vízhez jussanak. Mindez hozzájárul a növekedés lassulásához és a termés csökkenéséhez.

### Társadalomra és egészségre gyakorolt hatások

Éghajlati előjelzések három forgatókönyv szerint, az ipari forradalom előtti időkhöz viszonyított szélsőséges időjárási események, mint hőhullámok, aszályok és lezúduló csapadékmennyiségek szempontjából

Az aszály legsúlyosabb emberi egészségre gyakorolt hatásai a termés csökkenése, élelmiszerhiány, éhínség, alultápláltság, elszegényedés, ami megnöveli a halálozást és tömeges elvándorlást okoz.
Akik közvetlenül ki vannak téve a hatásoknak, azoknak az egészsége további károkat szenved. csökkennek a vízkészletek, szennyezettebb lesz a víz, az élelmiszer megdrágul, képtelenség az elvárt termésmennyiség teljesítésére. A vízminőség romlását az okozza, hogy a kevesebb víz kevésbé tudja felhígítani a szennyeződéseket. Ez magyarázza, hogy miért növeli az aszály és a vízhiány az országok közötti jövedelemkülönbségeket.
A hatások nagyban függnek a sebezhetőségtől. Például az önellátó gazdák hajlamosak aszály hatására elvándorolni, mivel nem marad más élelmiszerforrásuk. Azok a területek, melyek lakossága nagyban függ a helyi vízellátástól, szintén sebezhetőbbek.
További egészségre és társadalomra való hatások:
- Vízhiány, terméskiesés, éhezés, éhínség[96] - túl kevés a vízforrás a normál terméshozamhoz
- alultápláltság, kiszáradás és a hozzájuk kapcsolódó betegségek
- Tömeges elvándorlás, belföldi és külföldi célpontokkal
- Társadalmi nyugtalanság
- Háború, ideértve a polgárháborút is, a vízért és az élelemért
- Cianotoxin felhalmozódás a vízben és a táplálékláncban, ami hosszú távon akár még kis adagokban bejutva is rákot okozhat.[97] A mikrocisztin magas szintjét figyelték meg a San Franciscoi öbölben a sósvízi kagylókban és 2016-ban Kaliforniában az édesvíz készletekben.

### Termőtalaj elvesztése
A szélerózió erősebb száraz vidékeken, és felerősödik aszály idején. Például Észak-Amerikában a nagy síkságon aszályos években a talajvesztés 6100-szor erősebb aszályos években, mint csapadékos években.
A szél üledékeként lösz képződik. Rendszerint nagy takaróként terül el több száz négyzetkilométeren és több tíz méter vastagon. Gyakran függőleges vagy meredek falakat alkot. A löszön gyakran gazdagon termő talajok képződnek, melyek megfelelő időjárási körülmények között a legjobb termőföldek közé tartoznak. A lösz azonban könnyen erodálódik, így a földművesek gyakran telepítenek szélfogókat (fákat, bokrokat) területükre.

## Megelőzés, védekezés

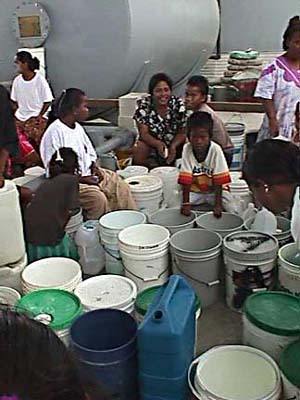
Vízosztogatás a Marshall-szigeteken El Niño alatt

A mezőgazdaságban az aszály hatásait öntözéssel és vetésforgóval lehet csökkenteni. Az öntözéshez a vizet folyókból, tavakból lehet kiemelni, így a vízvisszatartás szerepe életbevágó. 
- Gátak - a gátak és a hozzájuk tartozó víztárolók plusz víztartalékokat biztosítanak további felhasználásra.[102]
- Felhőképzés - az időjárás szándékos módosításának egy fajtája.[103] Erősen vitatott módszer, az Amerikai Egyesült Államokban a National Research Council 2004-es jelentése szerint nincsenek bizonyítékok arra, hogy ez hasznos dolog lenne.[104] Száraz levegőből nehezen lehet esőt hullatni.
- Földhasználat - gondosan megtervezett vetésforgóval minimalizálható az erózió, és szárazabbnak mutatkozó években a gazdák szárazságtűrőbb növényeket ültethetnek. Fontos a talaj megfelelő kezelése, mivel fennáll a szikesedés veszélye.
- Csatornázás - közelebb vinni a vizeket oda, ahol szükség van rá.

Vízhiány esetén vannak más eszközök is, mint például a szennyvíztisztítás, az esővízgyűjtés valamint sókivonás a tengervízből.

## Története

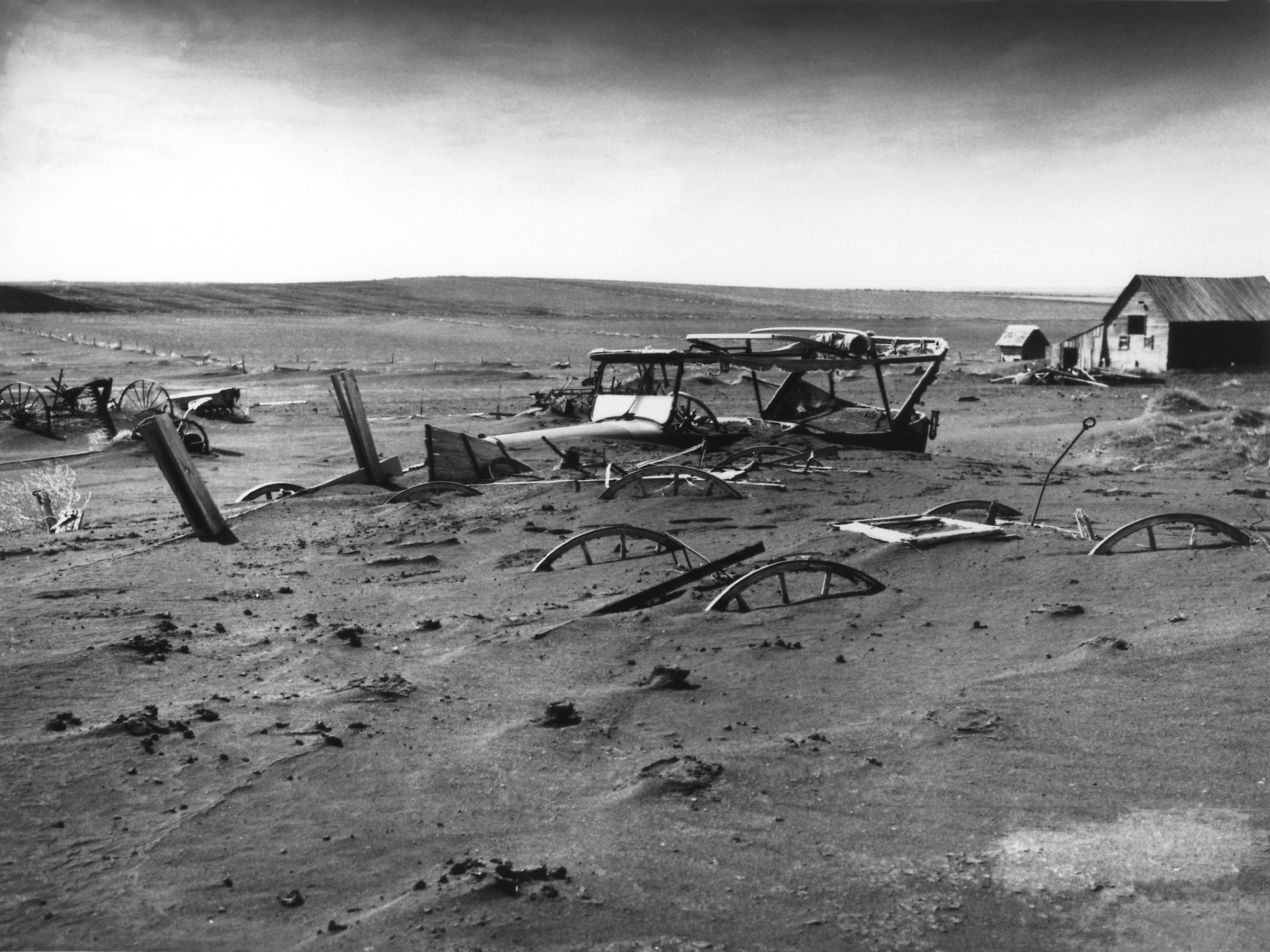
Farm Dél-Dakotában 1936-ban

A történelem során az aszályra katasztrófaként tekintettek, mivel súlyosan hatott az elérhető élelmiszer mennyiségére és társadalmi nyugtalanságot okozott. Az egyik legkorábban dokumentált klímaesemény, melyet megemlít a Gilgamesh-eposz és a Bibliában is több alkalommal is szerepel. Az Egyiptomba rabszolgaként eladott Józsefet a fáraó főemberévé emelte, hogy egy később bekövetkező hosszú aszályra felkészítse az országot. A kivonuláshoz kapcsolódó tíz csapás egyike is aszály volt. Az i. e. 9500 körüli gyűjtögető-vadász vándorlások Chilében szintén a jelenséghez kötődnek, csakúgy, mint a korai emberek kivándorlása Afrikából 135 ezer évvel ezelőtt.
Az aszály kifejthető fizikai mechanizmusok révén, amelyeket természeti katasztrófához vezetnek, és az emberi tényező is hat rá. A hiedelmeket kulturális tényezők befolyásolják, amibe beletartozik a helyi tudás, érzékelés, értékek, hiedelmek és vallás. Egyes korokban és térségekben természetfölötti erők hatásának tulajdonították. Általában természetfeletti eredetet tulajdonítottak neki, ahogy az éhínségnek és a betegségnek, szemben az olyan társadalmi jelenségekkel, mint a lopás, gyilkosság vagy háború.
A természetfölötti eredetűnek gondolt jelenséggel szemben a civilizációk nem tudtak fellépni másként, mint különböző rituálékkal, melyek foglalhattak magukban esőtáncot, állat- vagy emberáldozatot is. Több ilyen rituálé eredeti célját elvesztve néprajzi hagyománnyá vált, míg másokat napjainkig is gyakorolnak.
Azokon a helyeken, ahol korlátozott a hozzáférés az aszály valós okainak megértéséhez, továbbra is úgy hiszik, hogy a szellemek sújtják a népet aszállyal. Egyes keresztény filozófiák szerint Isten büntetése a többi természeti csapáshoz hasonlóan. Mindezek a hiedelmek nemcsak a gondolkodásra hatnak, hanem a stressztűrésükre és alkalmazkodóképességre is. A kreacionisták hajlamosabbak inkább természetfölötti, mint tudományos válaszokat találni. Az evolúción kívül tagadják az éghajlatváltozást és annak emberi okait is.
A történelmi aszályok közé tartoznak:
- A 4,2 kiloévi esemény, ami több kontinensre is kiterjedt. Kapcsolatba hozták az ókori egyiptomi Óbirodalom, a mezopotámiai Akkád Birodalom, A Jangce folyó alsó folyásánál kialakult Linagcsu kultúra és az Indus-völgyi civilizáció bukásával.[114]
- Az ismert történelem leghosszabb aszálya 400 évvel ezelőtt kezdődött a chilei Atacama-sivatagban, és még 2016-ban is tartott.[115]
- Hozzájárulhatott a klasszikus maja civilizáció bukásához.[116]
- Az 1540-es közép-európai aszály a kortársak szerint az évezred legrosszabb aszálya volt, és 11 hónapig nem esett eső. A hőmérséklet 5–7 °C-kal a 20. század átlaghőmérséklete fölé emelkedett.[117][118]
- Az 1899–1900-as indiai éhínség, 250 000 és 3,25 millió közötti halálos áldozattal.
- A Szovjetunióban 1921–1922-ben a háború és az aszály együttes hatásaként 5 millió ember veszett oda.
- 1928–1930-ban Kína északnyugati részén alakult ki aszály, 3 millió halottal.

## Külső források
- Pál Tamás - OMSZ: Tragikus az aszályhelyzet (Telex.hu, 2022.08.15.)
- Bihari Dániel - Ezért fuldoklik az Alföld (24.hu, 2022.07.02.)
- Brutális az aszály mértéke az Alföldön - sokszinuvidek.24.hu, 2022.06.23.
- Herczeg Zsolt - Nagy baj lehet, ha nem fordul csapadékosabbra itthon az időjárás (Infostart, 2022.02.15.)
- Áramhiány, gyárak leállása fenyeget a tartós szárazság miatt Olaszországban (2007. április 26.) – Népszabadság Online
- Romániában katasztrofális méreteket ölt a szárazság 2007-05-14 HírTV Online
- Sokba fog kerülni az aszály a termelőknek 2007-05-02 Agrár oldal
- Esővíz.lap.hu - linkgyűjtemény

## Fordítás
Ez a szócikk részben vagy egészben  a   Drought című angol Wikipédia-szócikk fordításán alapul.  Az eredeti cikk szerkesztőit annak laptörténete sorolja fel. Ez a jelzés csupán a megfogalmazás eredetét és a szerzői jogokat jelzi, nem szolgál a cikkben szereplő információk forrásmegjelöléseként.